# Olivier (Film)
Olivier (Originaltitel: Olivier, Olivier) ist ein französisches Filmdrama der polnischen Regisseurin Agnieszka Holland aus dem Jahr 1992. In einer ländlichen Gegend verschwindet ein neunjähriger Junge. Nach einigen Jahren taucht ein Jugendlicher auf, der behauptet, dieser Junge zu sein. Jedoch ist die Familie unsicher, ob er tatsächlich ihr verschwundener Sohn ist.

## Handlung
Das Ehepaar Duval lebt mit den beiden Kindern Olivier, neun Jahre alt, und Nadine, zwei Jahre älter, in einem idyllischen Bauernhof auf dem französischen Land unweit Paris. Serge ist Veterinär, Elisabeth ist Hausfrau und Mutter mit einer Leidenschaft für das Klavierspiel. Ihre Ehe ist belastet, Serge beschimpft Elisabeth als faul, während sie ihm Impotenz vorwirft. Elisabeth vergöttert ihren Sohn, Oliver, während die Tochter, Nadine, nur oberflächliche Zuneigung erfährt.
Eines Tages verschwindet der Sohn bei einer Radtour zu seiner Großmutter im Wald und wird auch nach intensiver Suche nicht mehr gefunden. Dieses Ereignis bringt die Familie auseinander: Serge nimmt eine Arbeitsstelle im Tschad an, doch die verzweifelte Mutter und Nadine bleiben in Frankreich zurück.
Sechs Jahre später wird in einem Pariser Kommissariat ein Jugendlicher vernommen, ein ausgekochter, aber sympathischer Stricher. Kommissar Druot, der die Befragung leitet, ist auch jener, der damals das Verschwinden des kleinen Olivier untersucht hat. Er kommt zur Überzeugung, dass es sich bei dem Stricher um den verschwundenen Jungen handeln muss. Die Mutter, die hinzugeholt wird, ist ebenfalls davon überzeugt und nimmt ihn mit. Er erzählt, dass er damals weggelaufen war. Serge, der an diesem Tag vom Tschad zurückkehrt, und Nadine bezweifeln allerdings, dass der er wirklich Olivier ist.
Nun folgt ein Hin und Her um die Identität von Olivier: einen alten Freund aus dem Dorf erkennt er nicht, dafür aber hat er eine Narbe genau wie der Neunjährige. Nadine glaubt dennoch nicht, dass der Jugendliche Olivier ist und lehnt ihn ab. Neben Zweifel und Eifersucht, entwickelt sich zwischen den beiden Jugendlichen aber auch Anziehung und schließlich schlafen sie miteinander.
Erst gegen Ende des Films wird das schreckliche Geheimnis gelüftet: Der kleine Olivier hatte einen erwachsenen Freund, Marcel. Zufällig beobachtet der ältere Olivier diesen Marcel und ist Zeuge davon, als dieser einen kleinen Jungen vergewaltigt. Olivier rettet ihn und nimmt das Kind mit nach Paris, zu Kommissar Druot. Nun wird eine erneute Ermittlung eingeleitet, in dessen Verlauf Marcel dem Kommissar das Grab von Olivier in seinem Keller zeigt. Er besteht aber darauf, dass sein Tod ein Unfall war. Elisabeth, die Mutter, fällt in eine geistige Umnachtung.

## Hintergrund
- 1984 hatte die Regisseurin einen ähnlichen Vorfall in einer französischen Zeitung gelesen und daraufhin ein erstes Drehbuch geschrieben, war aber durch andere Filmprojekte an einer Vollendung behindert. Erst sechs Jahre später nahm sie das Filmprojekt zu Olivier, Olivier wieder auf.[1]
- Das Motiv des zurückgekehrten Sohns ist mehrfach in der europäischen Literatur behandelt worden, beispielsweise in der Figur des Telegonos im Umkreis des Odysseus-Mythos, in der griechischen Sage von König Ödipus oder in dem mittelalterlichen Epos Biterolf und Dietleib.
- Ein ähnliches Thema hat der Film Die Wiederkehr des Martin Guerre, als Remake unter dem Namen Sommersby.

## Kritiken
Der Film erhielt überwiegend positive Kritiken. Bei den insgesamt 14 Kritiken, die Rotten Tomatoes gesammelt hat, ergab sich eine positive Bewertung von 86 %, in der Publikumsgunst wurden 88 % positive Kritiken gezählt.

„Holland löst winzige, verworrene Explosionen eines sensationslüsternen Dramas aus: Inzest, ödipale Rivalität, Telekinese als reißerische Nebenhandlung. In ihrem alltäglichen Verhalten ist die Erfahrung dieser Familie so überspannt und beschränkt, dass am Ende der Zuschauer von ihr ausgeschlossen wird.“

„Halb Märchen, halb Psychodrama ist ‚Olivier, Olivier‘ starker und verstörender Stoff. Holland ist eine Filmemacherin, die tief in das verdrehte Herz der Liebe schaut und keine einfachen Antworten anbietet.“

## Auszeichnungen
- Nominiert für den Goldenen Löwen der 49.  Internationalen Filmfestspiele von Venedig[5].
- Preis für die beste Schauspielerin für Brigitte Roüan beim 1992 Valladolid International Film Festival[6].
- Preis für den besten Nachwuchsschauspieler für Grégoire Colin beim César des Jahres 1993.
- Preis für die beste Musik für Zbigniew Preisner bei dem Los Angeles Film Critics Association Awards 1993.